# Guzgan
Guzgan (persan : گوزگان, , également connu sous le nom de Guzganan ou Quzghan , en arabe Juzjan ou Juzjanan ) est une région historique et une principauté du début du Moyen Âge dans ce qui est aujourd'hui le nord de l' Afghanistan .

## Étymologie
La région était connue sous le nom de « Guzgan » ou au pluriel « Guzganan », d'où l'arabe « Juzjan »/« Juzjanan ». L'orientaliste Vladimir Minorsky a tiré le nom d'un mot signifiant « noyer », un produit pour lequel la région est encore connue aujourd'hui. L'érudit du XIXe siècle Henry George Raverty (en)  a suggéré que la forme plurielle a émergé de la division du pays en deux parties par le  Murghab .

## Géographie

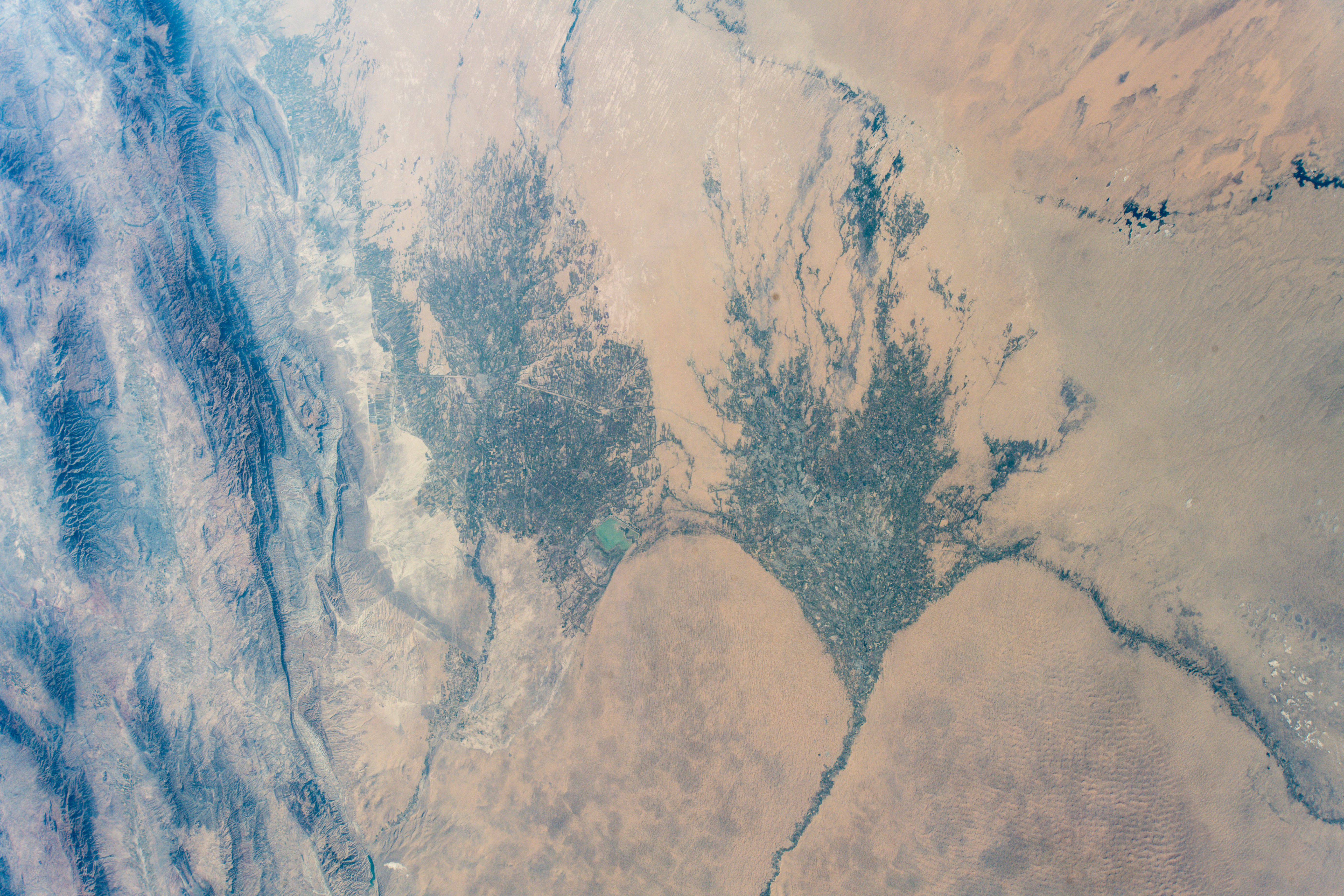
Delta de la Murghab

Les limites de Guzgan n'ont aucun rapport avec les frontières actuelles de la province de Djozdjan, qui porte son nom, ou de la province voisine de Faryab. Jamais été bien définies elles sont restées floues, en incluant historiquement les terres autour des villes de Maïmana (capitale de la province de Faryab), Andkhuy , Chéberghân (capitale de la province de Djozdjan) et de la province de  Sar-e Pol. Située entre les steppes de l' Asie centrale et le plateau iranien, la région est occupée par des populations sédentaires dans les vallées fluviales, et de tribus nomades dont l’activité reste le pastoralisme. C’est également une souvent utilisé par les armées en transit de  l'Iran vers l'Asie centrale.

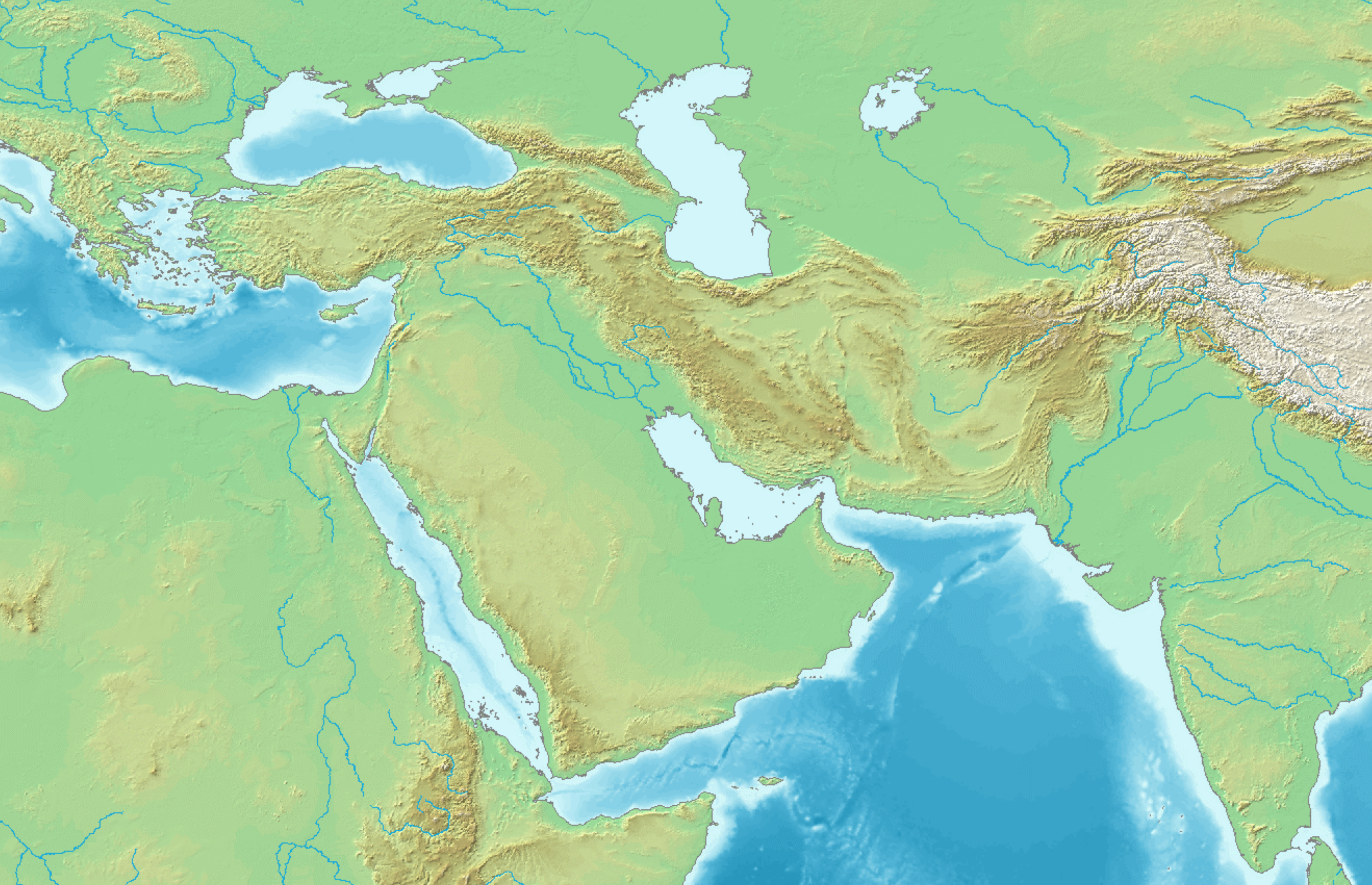
Emplacement approximatif de Guzgan et des politiques environnantes à l'époque de Zhulād de Gōzgān

## Histoire

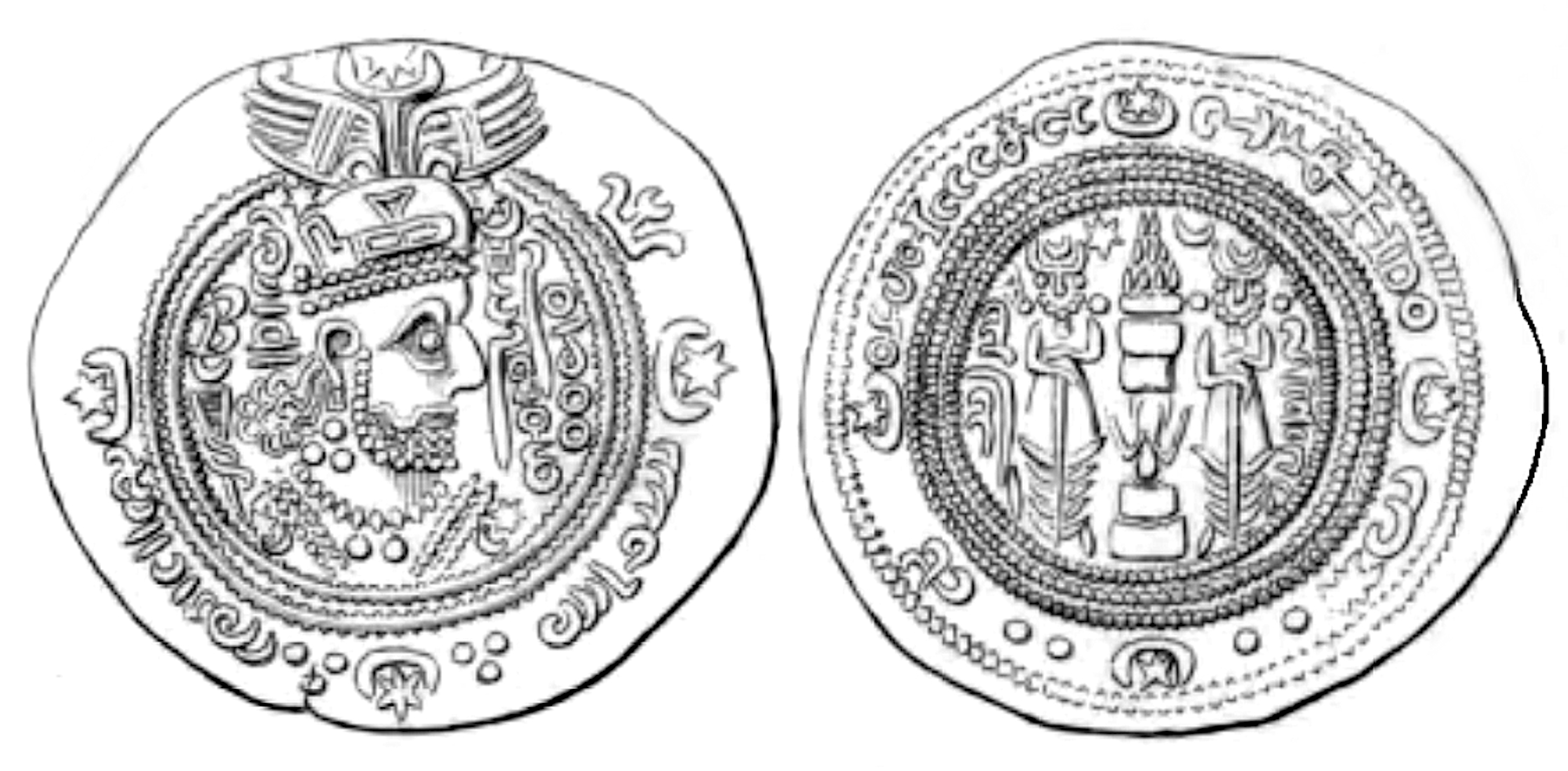
Pièces d'argent à l'effigie de Zhulād de Gōzgān. Date de monnayage 688 CE

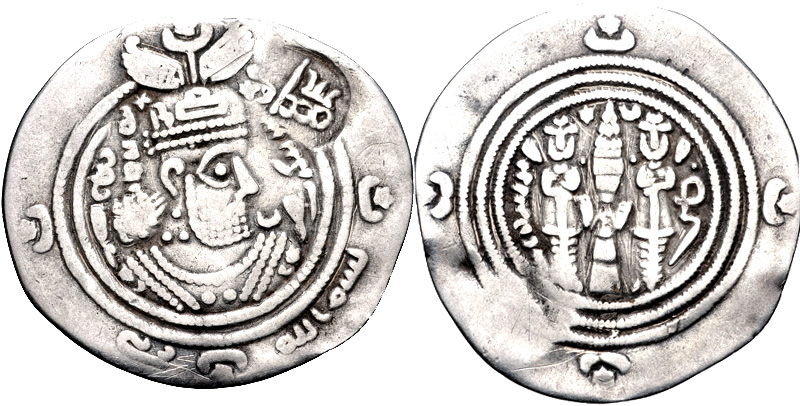
Pièces d'argent à l'effigie de Khusrau II contremarquées Zolado Gozgan

Au début du VIIIe siècle, la région de Guzgan était intégrée au Tokharistan, une zone qui se situait au nord de l' Hindu Kush , à l'ouest du Pamir et au sud du Tian Shan., couvrant également le Tadjikistan et l' Ouzbékistan d'aujourd'hui, avec l' Amou-Daria coulant vers l'ouest à travers le centre. La région était contrôlée par une famille locale dont Zhulād of Gōzgān (en), et Skag Gozgan l'un de ses successeurs. Le royaume de Rob , dans lequel ont été retrouvés de nombreux documents en langue bactriane , se situait au sud-est du royaume de Guzgan.

## Conquête arabe
Guzgan fut conquise par les Arabes sous le commandement du général Abu Bahr[réf. incomplète] Al-Ahnaf ibn Qays (arabe : الأحنف بن قيس, en avril 653. 
Sous le règne du calife Rashidun Ali (656-661) ils furent expulsés de l'est de l'Iran. La région du Khaganate occidental fut reprise par la dynastie Tangen 657, et la plupart des territoires qui la composaient furent organisés en commanderies régionales, dont celui de Guzgan,,,. 
En 737, la région fut le site de la bataille décisive du Kharistan entre les Arabes sous Asad ibn Abdallah al-Qasri et les Turgesh sous l'impulsion du chef de tribu turc et un chef de guerre Suluk (Türgesh khagan). Cette bataille a scellé le sort de Suluk qui est tué. Sa mort provoqua une guerre civile, qui divisa le Türgesh en deux factions rivales: le Yellow Türgesh , qui soutenait Tun Baga Tarkan et le Black Türgesh , qui soutenait Kut Chor (en) .
En 743, l' Alid Yahya ibn Zayd, fils de Zayd ibn Ali, se révolta mais il fut vaincu et tué par le gouverneur, Nasr ibn Sayyar. Son tombeau fut plus tard un lieu de pèlerinage.

## Farighunides
Malgré la conquête arabe, une dynastie indigène, les Farighunides, qui prétendaient descendre du héros mythologique persan Fereydoun et portaient le titre de Guzgan-Khudha conserva la gestion du territoire. L'héroïque roi Faridun  iranien mythique symbolise la victoire, la justice, et la générosité dans la littérature persane. D'après le Livre des Rois de Ferdowsi, Fereydoun était le fils d'Abtine et un des descendants de Djamchid. Fereydoun, avec Kaveh s'est révolté contre le roi tyrannique Zahhak et a pu le battre et l'arrêter dans les monts Elbourz. Après cela, Fereydoun est devenu roi d'après la légende, et régna sur le pays pendant près de 500 ans (d'après le Zend-Avesta).
Les Farighunide continuèrent à régner depuis leur capitale, Kundurm. Ils devinrent vassaux des Samanides puis de Mahmoud de Ghazni, dont l'une des filles épousa l'émir farighunide Al-Ma'mūn. Ce dernier fut cependant assassiné par ses propres troupes en 1016, et Mahmud donna la domination de la région à son chambellan, Yalangtush. Les Farighunids furentt de remarquables mécènes des arts et de la littérature, dont l'œuvre la plus remarquable reste l'ouvrage géographique anonyme Hudud ul-'alam min al-mashriq ila al-maghrib.

## Notables
- Zhulād of Gōzgān (en), souverain du milieu du VIIIe siècle
- Ibrahim ibn Ya'qub al-Juzajani, Érudit musulman du IXe siècle étudiant de Ahmad ibn Hanba,
- Abu 'Ubayd al-Juzjani, du XIe siècle, fut un élève d'Avicenne,